# 塔拉特山脈
41°28′7″N 1°6′46″E / 41.46861°N 1.11278°E
塔拉特山脈，是西班牙的山脈，位於該國東北部加泰羅尼亞，處於加泰羅尼亞中央盆地，最高點是海拔高度802米的大瓦爾博納峰。